# Nivelle
Nivelle é uma comuna francesa na região administrativa de Altos da França, no departamento do Norte. Estende-se por uma área de 5.92 km². Em 2010 a comuna tinha 1 351 habitantes (densidade: 228,2 hab./km²).